# Antonio German
Antonio Timothy German (Park Royal, 26 dicembre 1991) è un ex calciatore grenadino con cittadinanza britannica, di ruolo attaccante.

## Biografia
Suo fratello minore Ricky ha a sua volta giocato nella nazionale di Grenada.

## Carriera

### Club
Ha giocato nella seconda divisione inglese (18 presenze e 2 reti con la maglia del QPR), nella prima divisione scozzese (2 presenze con il Partick Thistle), nella prima divisione indiana ed in quella malaysiana.

### Nazionale
Ha giocato nella nazionale grenadina.

## Statistiche

### Cronologia presenze e reti in nazionale
| Cronologia completa delle presenze e delle reti in nazionale ― Grenada | Cronologia completa delle presenze e delle reti in nazionale ― Grenada | Cronologia completa delle presenze e delle reti in nazionale ― Grenada | Cronologia completa delle presenze e delle reti in nazionale ― Grenada | Cronologia completa delle presenze e delle reti in nazionale ― Grenada | Cronologia completa delle presenze e delle reti in nazionale ― Grenada | Cronologia completa delle presenze e delle reti in nazionale ― Grenada | Cronologia completa delle presenze e delle reti in nazionale ― Grenada |
| Data                                                                   | Città                                                                  | In casa                                                                | Risultato                                                              | Ospiti                                                                 | Competizione                                                           | Reti                                                                   | Note                                                                   |
| ---------------------------------------------------------------------- | ---------------------------------------------------------------------- | ---------------------------------------------------------------------- | ---------------------------------------------------------------------- | ---------------------------------------------------------------------- | ---------------------------------------------------------------------- | ---------------------------------------------------------------------- | ---------------------------------------------------------------------- |
| 13-10-2018                                                             | Saint George's                                                         | Grenada                                                                | 0 – 2                                                                  | Cuba                                                                   | Qual. CONCACAF Nations League 2019-2020                                | -                                                                      | 27’                                                                    |
| 24-3-2019                                                              | Bayamón                                                                | Porto Rico                                                             | 0 – 2                                                                  | Grenada                                                                | Qual. CONCACAF Nations League 2019-2020                                | 1                                                                      |                                                                        |
| 6-9-2019                                                               | Saint George's                                                         | Grenada                                                                | 2 – 1                                                                  | Saint Kitts e Nevis                                                    | Qual. CONCACAF Nations League 2019-2020                                | -                                                                      | 46’                                                                    |
| Totale                                                                 |                                                                        | Presenze                                                               | 3                                                                      |                                                                        | Reti                                                                   | 1                                                                      |                                                                        |